# Röth

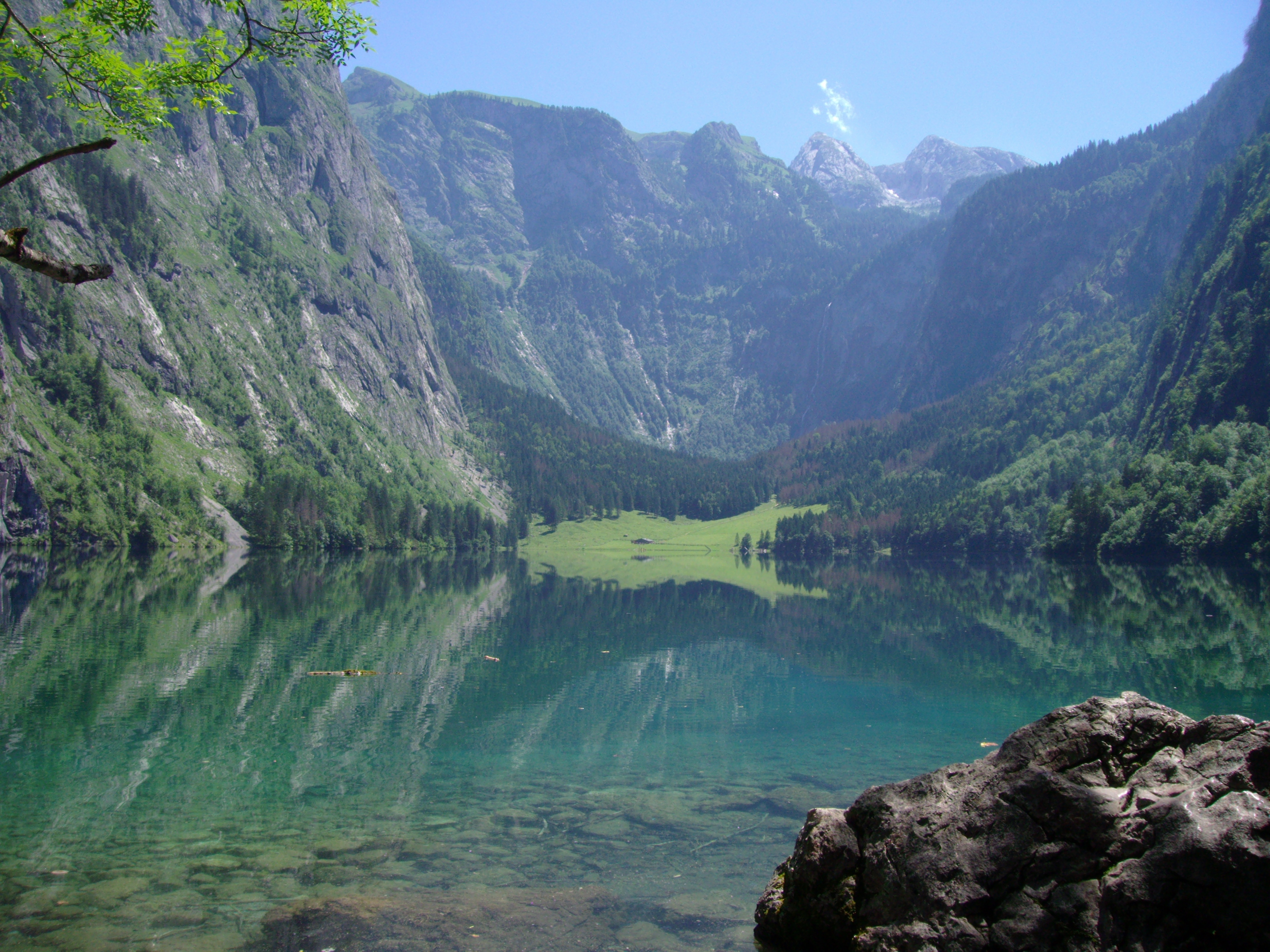
Die Röthwand mit Röthbachfall aus Richtung der Saletalm; unterhalb der Gipfel von Großem und Kleinem Teufelshorn befindet sich die Röth.

Die Röth ist ein ehemaliges Almgebiet zwischen dem Hagengebirge und dem Steinernen Meer südöstlich des Königssees in der Kernzone des Nationalparks Berchtesgaden. Es liegt zwischen 1300 und 1600 Metern über dem Meeresspiegel in einem großen, teilweise bewaldeten Kessel, welcher vom Großen und Kleinen Teufelshorn und dem Funtenseetauern überragt wird.
Vom Oberseebecken ist die Röth durch die 700 Meter hohe Röthwand getrennt. Der Röthbach bildet hier einen imposanten Wasserfall.

## Geschichte
Die früher bewirtschafteten Almen (Untere und Obere Röthalm, Schabaualm, Neuhüttenalm, Sonntagsalm, Wildpalfen-Alm) sind heute verfallen, die Almhütten wurden im Zweiten Weltkrieg abgerissen. Die 1950 wiederaufgebaute Wasseralm wurde 1956 das letzte Mal bestoßen und dient heute als Alpenvereinshütte mit einfacher Bewirtschaftung.

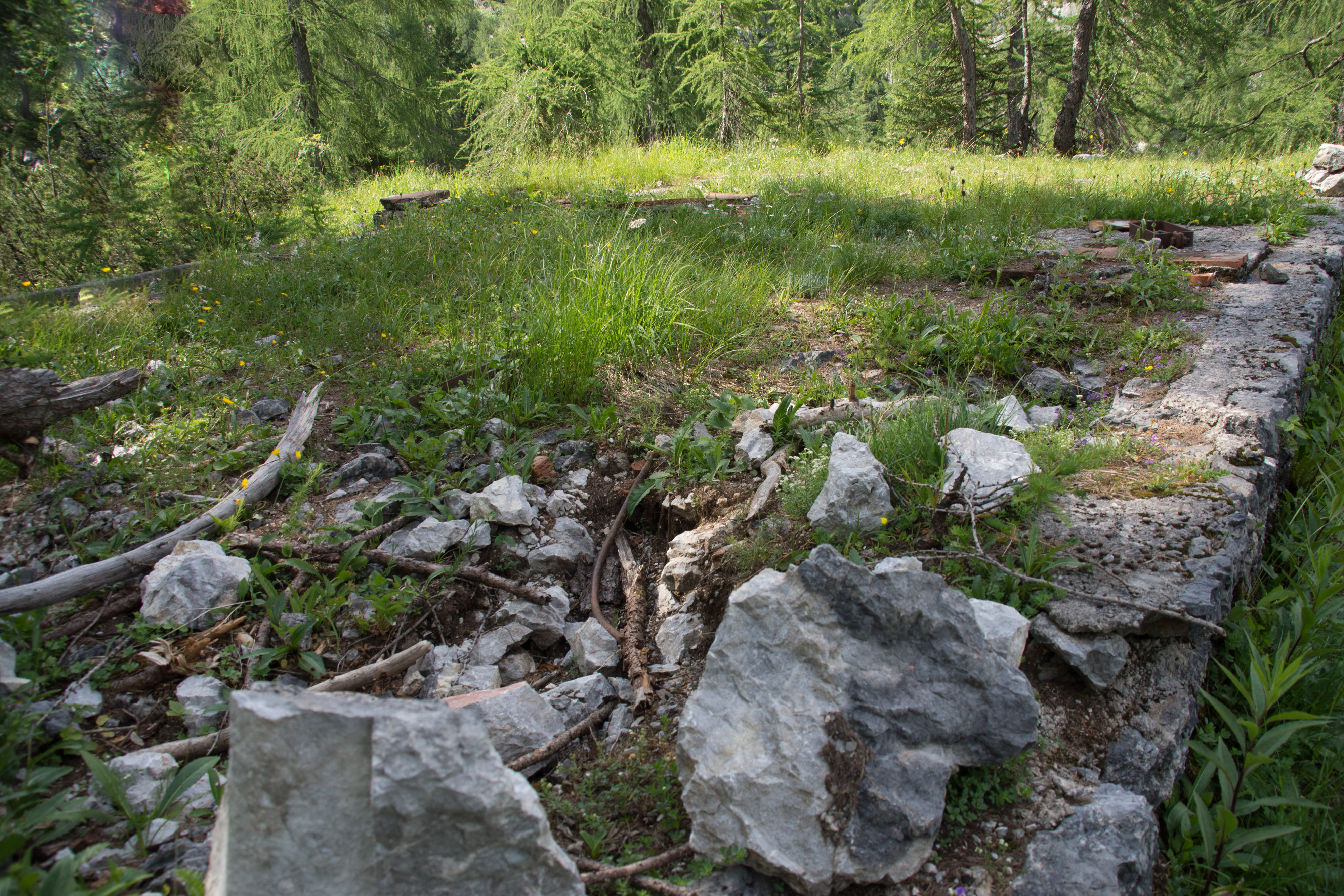
Fundament der Jagdhütte Görings

Die Röth wurde ebenso wie der Obersalzberg in der Zeit des Nationalsozialismus zum Sperrgebiet erklärt und 1934 von Hermann Göring als „Naturschutzgebiet besonderer Ordnung“ deklariert. Ebenfalls 1934 wurde für den Reichsjägermeister Göring für 42.000 RM eine Jagdhütte (Elisabeth-Keimer-Hütte) im Gebiet der Neuhüttenalm erbaut. Diese wurde im Frühjahr 1949 abgerissen, heute sind noch Fundamente vorhanden.
Im Jahr 1936 wurden in der Röth erfolgreich Alpensteinböcke aus dem italienischen Nationalpark Gran Paradiso ausgewildert. Dazu wurde die Materialseilbahn Fischunkelalm–Röth gebaut, welche die Steinböcke in Holzkisten auf die Röth transportierte.

## Zugänge
Die Aufstiege vom Obersee (Fischunkelalm) über den Landtal- bzw. Röthsteig erfordern gute Kondition, Schwindelfreiheit und Trittsicherheit. Es handelt sich um schmale, teilweise gesicherte und markierte Steige, für die der geübte Berggänger ab dem Bootsanleger Salet rund drei Stunden bis zur Wasseralm benötigt.

## Übergänge
Ins Steinerne Meer (Kärlingerhaus und Riemannhaus), zur Gotzenalm über das Landtal und die Regenalm, zum Stahlhaus über das Landtal, Hochgschirr und den Schneibstein sowie zur Eckberthütte im Blühnbachtal über das Blühnbachtörl.

## Gipfelbesteigungen
- Großes (2363 m) und Kleines Teufelshorn (2283 m)
- Funtenseetauern (2578 m)
- Kahlersberg (2350 m)
- Alpriedlhorn (2351 m)